# شورش ۱۹۳۵ ایزدیان
شورش ایزدی ها ۱۹۳۵ در اکتبر ۱۹۳۵ در عراق صورت گرفت.   حکومت عراق، تحت حاکمیت یاسین الهاشمی ،با شورش مردم ایزدی جبل سنجار در برابر تحمیل خدمت سربازی مواجه شد.    ارتش عراق تحت رهبری بکر صدیقی ، گزارش داد که بیش از ۲۰۰ ایزدی را کشته و قوانین نظامی را در سراسر منطقه اعمال کرده است.   شورش های موقت در این سال و در مخالفت با خدمت سربازی در مناطق شمالی (کردی) و میانه های فرات (به طور عمده شیعیان) در عراق رخ داد. 
ایزدیان جبل سنجار اکثریت جمعیت ایزدی عراق - سومین اقلیت غیرمسلمان درون پادشاهی عراق و بزرگترین گروه قومی مذهبی در استان موصل را تشکیل میدادند.   در سال ۱۹۳۹، منطقه جبل سنجار یکبار، همراه با منطقه شیخان ، تحت کنترل نظامی قرار گرفت. 